# Carmelo Hayes
Pour les articles homonymes, voir Brigham et Hayes.
 (juillet 2021).
Christian Brigham (né le 1er août 1994 à Framingham (Massachusetts)) est un catcheur (lutteur professionnel) américain. Il travaille actuellement à la World Wrestling Entertainment, dans la division SmackDown, sous le nom de Carmelo Hayes.

## Carrière de catcheur

### Débuts (2014-2021)
Christian Brigham s'entraîne à l'école de catche de la New England Pro Wrestling et fait ses premier combats de catch dans diverses fédérations de catch de la Nouvelle-Angleterre sous le nom de Christian Casanova.

### World Wrestling Entertainment (2021-...)

#### Débuts àNXT, champion Cruiserweight et double champion Nord-Américain deNXT(2021-2022)
Le 12 février 2021, il signe officiellement avec la World Wrestling Entertainment.
Le 1er juin à NXT 2.0, il fait ses débuts dans la brand jaune en tant que Face, sous le nom de Carmelo Hayes, où il affronte Kushida pour le titre Cruiserweight de NXT, mais ne remporte pas la ceinture, battu par son adversaire.
Le 14 septembre à NXT 2.0, il effectue un Heel Turn et forme officiellement une alliance avec Trick Williams.
Le 12 octobre à NXT 2.0, il devient le nouveau champion Nord-Américain de NXT en battant Isaiah "Swerve" Scott, remportant le titre pour la première fois de sa carrière et son sixième titre personnel. Le 5 décembre à NXT WarGames, l'équipe 2.0, dont il fait partie, bat celle de Black and Gold dans un Men's WarGames match.
Le 4 janvier 2022 à NXT, il conserve son titre et devient le nouveau champion Cruiserweight de NXT en battant Roderick Strong, remportant le titre pour la première fois de sa carrière et son septième titre personnel. À la suite de sa victoire, il unifie les deux ceintures. Le 15 février à NXT Vengeance Day, il conserve son titre en battant Cameron Grimes.
Le 2 avril à NXT TakeOver: Stand & Deliver, il ne conserve pas sa ceinture, battu par son même adversaire dans un Fatal 5-Way Ladder match, qui inclut également Grayson Waller, Santos Escobar et Solo Sikoa, ce qui met fin à un règne de 172 jours. Le 4 juin à NXT TakeOver: In Your House, il redevient champion Nord-Américain de NXT, pour la seconde fois, en prenant sa revanche sur Cameron Grimes.
Le 5 juillet à NXT: The Great American Bash, il conserve son titre en battant Grayson Waller. Le 4 septembre à Worlds Collide, il conserve son titre en battant Ricochet. Neuf soirs plus tard à NXT 2.0, il ne conserve pas sa ceinture, battu par Solo Sikoa dans un Open Challenge, ce qui fin à un règne de 101 jours.

#### Champion deNXTet rivalité avec Trick Williams (2023-2024)
Le 4 février 2023 à NXT Vengeance Day, il bat Apollo Crews dans un 2 Out of 3 Falls match (2-0).
Le 1er avril à NXT Stand & Deliver, il devient le nouveau champion de NXT en battant Bron Breakker, remporte le titre pour la première fois de sa carrière et son septième titre personnel. Trois soirs plus tard à NXT 2.0, son partenaire et lui effectuent un Face Turn, car l'ancien champion de NXT effectue un Heel Turn en lui portant une Clothesline, alors que les deux catcheurs montraient du respect mutuel l'un envers l'autre et s'étaient échangés une poignée de mains. Le 28 mai à NXT Battleground, il conserve son titre en rebattant son même adversaire.
Le 30 juillet à NXT: The Great American Bash, il conserve son titre en battant Ilja Dragunov. 2 mois plus tard à NXT No Mercy, il ne conserve pas son titre, battu par son même adversaire dans un match revanche, ce qui met fin à un règne de 182 jours.
Le 9 décembre à NXT Deadline, il bat Lexis King. Six soirs plus tard à SmackDown, il fait ses débuts dans le show bleu, dispute son premier match et bat Grayson Waller au premier tour du tournoi qui désignera le futur aspirant no 1 au titre des États-Unis.
Le 4 février 2024 à NXT Vengeance Day, Trick Williams et lui ne deviennent pas aspirants n°1 aux titres par équipes de NXT, battus par War Dogs (Baron Corbin et Bron Breakker) en finale du tournoi Dusty Rhodes Tag Team Classic. À la fin de la soirée, après la défaite de son coéquipier contre Ilja Dragunov pour le titre de NXT, il effectue un Heel Turn, car il attaque la jambe gauche blessée de son désormais ex-partenaire avec une chaise.
Le 6 avril à NXT Stand & Deliver, il perd face à son ancien équipier.

#### Draft àSmackDown(2024-...)
Le 26 avril à SmackDown, lors du Draft, il est annoncé être officiellement transféré au show bleu par Cody Rhodes. À la fin de la soirée, il dispute son premier match, mais perd face à ce dernier.
Le 6 juillet à Money in the Bank, il participe à son premier Men's Money in the Bank Ladder match, mais ne remporte pas la mallette, gagnée par Drew McIntyre.
Le 2 novembre à Crown Jewel, il ne remporte pas le titre des États-Unis, battu par LA Knight dans un Triple Threat match qui inclut également Andrade.

## Palmarès
- World Wrestling Entertainment
  - Vainqueur du NXT Breakout tournament (2021)
  - 1 fois champion de NXT
  - 2 fois champion Nord-Américain de NXT
  - 1 fois champion Cruiserweight de NXT (dernier)

## Récompenses des magazines
- Pro Wrestling Illustrated

| Année | 2020 | 2021 | 2022 | 2023 | 2024 |
| ----- | ---- | ---- | ---- | ---- | ---- |
| Rang  | 346  | 256  | 77   | 13   | 48   |

## Vie privée
Il est actuellement en couple avec la catcheuse de NXT, Kelani Jordan.